# Magnac-lès-Gardes
Magnac-lès-Gardes es una comuna nueva francesa situada en el departamento de Charente, de la región de Nueva Aquitania.

## Historia
Fue creada el 1 de enero de 2025, en aplicación de una resolución del prefecto de Charente de 16 de septiembre de 2024 con la unión de las comunas de Gardes-le-Pontaroux y Magnac-Lavalette-Villars, pasando a estar el ayuntamiento en la antigua comuna de Magnac-Lavalette-Villars.

## Demografía
Según los datos aportados en la resolución del prefecto de Charente, la comuna se crea con 727 habitantes.

## Composición
| Comuna delegada          | Código INSEE | Población (2022) | Superficie (km²) | Densidad (hab./km²) |
| ------------------------ | ------------ | ---------------- | ---------------- | ------------------- |
| Gardes-le-Pontaroux      | 16147        | 256              | 13.3             | 19                  |
| Magnac-Lavalette-Villars | 16198        | 487              | 23.75            | 21                  |